# مدو نفر (طبيب)
مدو نفر (بمعنى: الكلام الجميل) كان طبيب عيون مصري قديم عاش في زمن الدولة القديمة حوالي عام 2500 قبل الميلاد. يُعرف مدو نفر فقط من مصطبة تم التنقيب عنها بواسطة سليم حسن في الجيزة. هذه المصطبة عبارة عن كتلة مستطيلة بسيطة تحتوي فقط على مصلى داخلي صغير. الجزء المزخرف الوحيد الذي نجا هو عتبة باب تُظهر مدونفر جالسًا. هناك أيضًا نقش قصير يسرد ألقاب مدونفر. وفقًا للنص، كان يحمل ألقاب المعروف من الملك، سيد أسرار القصر، كبير أطباء العيون في القصر وطبيب القصر. لا يُعرف الكثير عنه بخلاف ذلك. ولا يمكن تحديد تاريخ دقيق له.